# منتقی الجمان فی احادیث الصحاح و الحسان
منتقی الجمان فی احادیث الصحاح و الحسان کتابی از شهید ثانی است.

## تصحیح
تصحیح این کتاب در سال ۱۳۶۳ منتشر و در مراسم کتاب سال جمهوری اسلامی ایران به‌عنوان کتاب برگزیده معرفی شد.